# Private press
Private press é um termo em inglês que é usado para descrever uma gráfica particular, operada com um caráter que não seja puramente comercial.
Na Nova Zelândia, as prensas privadas da universidade foram significativas no movimento da imprensa privada. Prensas privadas estão ativas em três universidades da Nova Zelândia: Auckland (Holloway Press), Victoria (Wai-te-ata Press) e Otago (Otakou Press).

## private presseshistóricamente importantes
- Ad insigne pinus em Augsburg de 1594 to 1619
- Strawberry Hill Press — a Officina Arbuteana — de Horace Walpole
- A gráfica de Gaetano Polidori.
- Daniel Press em Oxford de 1874 a 1903
- Kelmscott Press fundada por William Morris em 1891
- Roycroft Press fundada por Elbert Hubbard em 1895
- Golden Cockerel Press operou entre 1920 e 1961. Eric Gill participou.
- O Gráfico Amador fundada por Aloísio Magalhães (entre outros) no Recife. Funcionou de 1954 a 1961.

1. ↑  Vangioni, Peter (2012). Pressed Letters: Fine Printing in New Zealand since 1975, 30 August – 24 September 2012 (PDF). Christchurch, NZ: Christchurch Art Gallery. Consultado em 10 de junho de 2015
2. ↑  «The Holloway Press». The University of Auckland. The University of Auckland. Consultado em 21 de julho de 2015
3. ↑  «Wai-te-Ata Press». Victoria University of Wellington. Victoria University of Wellington. Consultado em 21 de julho de 2015
4. ↑  «Otakou Press». University of Otago Library, Special Collections Exhibitions. University of Otago. Consultado em 21 de julho de 2015